# Leptodontium pungens
Leptodontium pungens là một loài Rêu trong họ Pottiaceae. Loài này được (Mitt.) Kindb. mô tả khoa học đầu tiên năm 1888.